# La Costa Open 1976
Il La Costa Open 1976 è stato un torneo di tennis giocato sul cemento. È stata la 4ª edizione del torneo che fa parte del Commercial Union Assurance Grand Prix 1976. Si è giocato a La Costa negli Stati Uniti dal 16 al 22 marzo 1976.

## Campioni

### Singolare maschile
Ilie Năstase ha battuto in finale  Jimmy Connors con il punteggio di 4–6, 6–0, 6–1

### Doppio maschile
Marty Riessen /  Roscoe Tanner hanno battuto in finale  Peter Fleming /  Gene Mayer con il punteggio di 7–6, 7–6